# Die Söhne des Senators

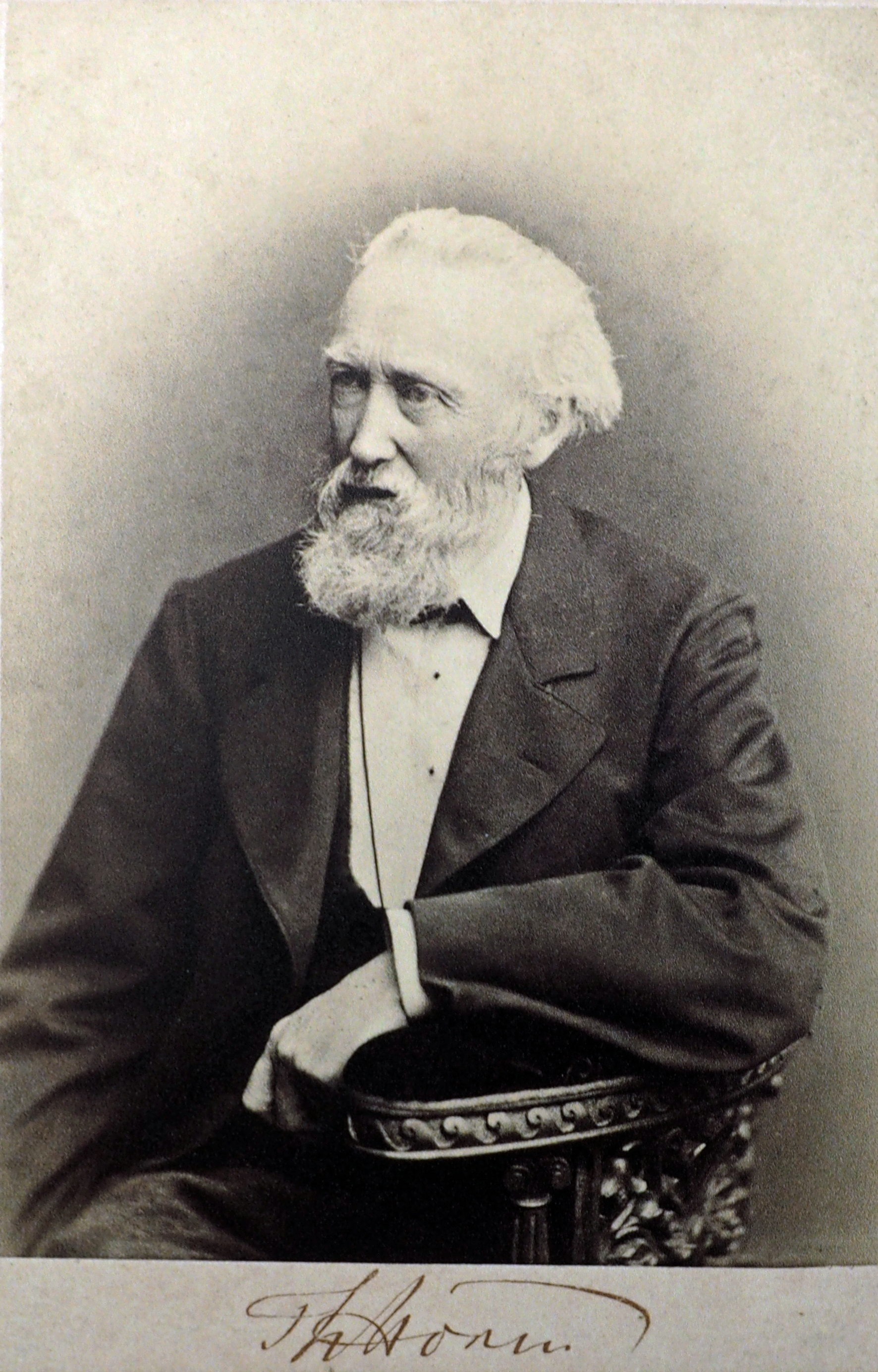
Theodor Storm (1880er Jahre)

Die Söhne des Senators ist der Titel einer 1880 publizierten Novelle von Theodor Storm. Erzählt wird der Bruderstreit in einer Senatorenfamilie mit einem versöhnlichen Ende.

## Inhalt
In einer kleinen norddeutschen Küstenstadt hat Christian Albrecht, der älteste Sohn des angesehenen Senators Jovers als dessen Nachfolger das Patrizierhaus mit dem Büro und das Handelsgeschäft übernommen. Für den zweiten Sohn Friedrich erwarb der „Prinzipal“ ein Weingeschäft und ein Nachbarhaus.
Nach dem Tod der Mutter entsteht zwischen den Brüdern ein Streit um den einige Straßen von den Häusern entfernt, neben dem Friedhof gelegenen „Lust- und Nutzgarten“ (2. Abschnitt). Die Rechtslage ist nicht eindeutig: Zwar wird der Garten durch einen Zusatz zum Testament Friedrich versprochen, doch hat der Vater vor seinem Tod seine Frau gebeten, dieses Blatt zu zerreißen, die Brüder sollten „sich darum vertragen“.
Nun beansprucht der unverheiratete Friedrich den Garten, während Christian ihn gerne für sich und seine zu erwartenden Kinder in seinem Besitz haben möchte. Seine versöhnlichen Vorschläge einer gemeinsame Nutzung oder Teilung, einer Losentscheidung sowie die Schlichtungsversuche von Christians freundlicher Frau Christine lehnt der von seiner Kindheit an als wenig kooperativer „Querkopf“ bekannte Bruder ab. Er beharrt auf seinen Rechtsanspruch, kommt nicht mehr zum Essen in das Haus seines Bruders und beauftragt den wegen seiner goldbrokatenen Weste „der Goldene“ genannte Advokaten Siebert Sönksen mit der Einleitung eines Gerichtsprozesses (5. Abschnitt).
Christian ist über die unnachgiebige Haltung seines Bruders verärgert und weist die Forderungen des als spitzfindig und „beschwerliche[r] Gegenpart“ bekannten Rechtsanwalts ab. Im Zorn lässt Friedrich eine hohe Mauer zwischen beiden Stadthäusern errichten, was die Büroräume des Bruders verdunkelt und für Gesprächsstoff in der ganzen Stadt sorgt (6. Abschnitt). Christian will darauf seinen Bruder beschämen, indem er nach einer alten Grundbuchregelung dem Maurer Hinrich Hansen die Hälfte der Kosten bezahlt (9. Abschnitt). Als dieser das Geld Friedrich zurückgibt, nimmt er es nicht an, sondern lässt für diese Summe die Mauer noch einmal erhöhen (10. Abschnitt). Jetzt kann er allerdings von seinem dunklen Hof aus die Fenster des Nachbarhauses nicht mehr sehen, aber er hört den ihn an seine Kindheit erinnernden „Komm röwer“-Ruf des alten „Kuba-Papageien“, fühlt seine Einsamkeit und wird nachdenklich (12. Abschnitt).
Ein Spaziergang zum Friedhof und ein Blick in den Familiengarten leitet seine Wandlung ein: Er lässt die Hof-Mauer abreißen und als Grenzmauer zwischen dem Friedhof und dem Garten aufbauen, so dass von dort die Gräber, die früher die Gartenfest-Stimmung beeinträchtigt haben, nicht mehr zu sehen sind.
Als Christian und seine Frau mit dem neugeborenen Sohn von einer kleinen Reise zu den Schwiegereltern ins Haus zurückkehren, erblicken sie erstaunt die Veränderung. Friedrich reicht seinem Bruder über die wieder niedrige Mauer die Hand zur Versöhnung (13. Abschnitt). Der Prozess wird beendet und im gemeinsamen „Jovers Garten“ feiern sie im Sommer ein Gartenfest (14. Abschnitt): Haben früher (1. Abschnitt) die alte „Frau Senatorn“ und der freundliche Christian die Kinder des Gärtners durch die Gitterstäbe der Gartenpforte beschenkt, so darf am Schluss der Novelle die neue junge Generation der Nachbarschaft in den Garten kommen und Stachelbeeren pflücken. Friedrich, früher der Kinderschreck, lädt sie lustig winkend ein: „Komm röwer“ und Christines „eben erwachtes Kind“ sieht „mit großen Augen in die bunte Welt hinaus[-]“.

## Interpretation und Rezeption
Nach Hoffmann und Rösch ist ein Großteil von Storms Werk auf „die bürgerliche Schicklichkeit des Dichters“ bezogen, „eingefügt in den Rahmen der Standesordnung, der Familie und des Staatsamts“. Der Schriftsteller habe „zeitlebens diesen Rahmen als unverbrüchlich vorausgesetzt“, denn nur in ihm habe er seinen „Stimmungszauber“, und einen „festen Halt“ gefunden. Ausgeklammert bleibe „der rauhe Sturm der Geschichte, die quälende Frage nach Gott und dem Sinn des Lebens“. Es sei im Grunde eine „um die tieferen und höheren Dimensionen beschnittene, ins bürgerliche Maß gebrachte Nachromantik, die sinnliche Vergegenwärtigung des noch im allgemeinen Strudel Verbliebenen.“
In Storms dramatisch durchgestaltetem Spätwerk haben die Auseinandersetzungen mit Lebensfragen und Familiensituationen, die den Dichter selbst bewegten, die Stimmungsschilderungen und Liebesszenen früherer Novellen abgelöst:
In den Söhnen des Senators stellt ein auktorialer Erzähler eine Geschichte aus alter Zeit („der längst vergessene alte Senator“) vor, die, nach der Einleitung, mit dem Streit um den Garten im November beginnt und im Juli des darauffolgenden Jahres mit einem versöhnlichen Gartenfest und mit dem Blick des „eben erwachte[n]“ Kindes endet, das „mit großen Augen in die bunte Welt hinaus[sieht]“.

### Anekdotenhafte Familiennovelle
Storm ließ sich durch eine aus der Familiengeschichte seiner mütterlichen Vorfahren übernommene Begebenheit zu seiner „anekdotenhaften Familiennovelle“ inspirieren: Die Söhne von Storms Ururgroßvater, Bürgermeister Simon Woldsen, stritten sich bis zu ihrem Lebensende und errichteten eine Mauer zwischen ihren Höfen.

### Humorvolle Lösung
Durch die Charakterisierung der beiden Kontrahenten gibt es auch in Storms Novelle „die Tendenz zum tragischen Ende“: Nachdem die „Willenskraft des Vaters“ die Familie zu hohem Ansehen gebracht hat, drohten durch die „Dickköpfigkeit“ der Söhne „konfliktträchtige[-] Spannungen“. Doch Storms in seinen Werken „selten hervortretender Humor“ und „die gelassene Sachlichkeit seines Spätstils, der sich hier von seiner heiteren, beweglichen Seite“ zeige, „ermöglichen diesmal eine überlegen-humorvolle Lösung“. Mit „psychologischem Einfühlungsvermögen“ löse Storm „die Verstocktheit durch die Regungen des Familiengewissens, den tragischen Ansatz durch einen meist echten und nur selten etwas gezwungenen Humor.“

### Form
Nach Klein. konnte Storm in seiner Novelle „seinen Sinn für Form bewähren“:
- Das Leitmotiv der Mauer sei ein „echtes movens, Bewegendes, der Natur der Mauer ganz zuwider“. Es bringe die Handlung ins Rollen.
- Zugleich drücke die Mauer als zentrales Dingsymbol das Trennende aus, erstens den Streit der Brüder und zweitens am Schluss die Abgrenzung zwischen dem blühenden Lust- und Nutzgarten und dem Friedhof, dem Tod. An ihrem Wachstum und Zurückbau zeigt sich die Entwicklung des Streits. Am Ende schützt sie optisch und emotional den Garten. Das Fest schließt den Bogen zum Gartenfest am Anfang. Es ist Sinnbild der Einigkeit der Familie.
- Das Vereinende ist der leitmotivische Papageienschrei „Komm röwer“, der zuerst „harmlos-komisch“ klingt, dann eine tiefere Bedeutung als „Stimme des Gewissens“ erhält. Vor der hohen Mauer Friedrichs begegnen sich das Trennende (die Mauer) und das Überbrückende (der Papageienruf). Zum Schluss wird die „innere Mauer“, wenn nicht eingerissen, so doch übersteigbar gemacht.
- Das Bauprinzip der Novelle ist die Ringform:[7] Gartenfeste umschließen die Phasen des Streits und auch die grotesk-komischen Szenen der keifenden Nachbarinnen, der Antje Möller und der Jipsen, sowie die anderen skizzierten Nebenfiguren, den gewieften Advokaten Siebert Sönksen, den alten Buchhalter Friedebohm, den familientreuen Gärtner Andreas und die Büro- und Hausangestellten.[8]
- Der Garten ist am Schluss gegenüber dem Friedhof geschlossen, aber die Gartenpforte öffnet sich gelegentlich („Jeder an dem Platz, der ihm zukam“): Hat am Anfang (1. Abschnitt) die alte „Frau Senatorn“ die Kinder des Gärtners durch die Gitterstäbe an der Gartenpforte beschenkt, so darf die neue junge Generation am Schluss in den Garten gehen und Stachelbeeren pflücken.

## Hörbuch
Die Söhne des Senators. Gesprochen von Hans Jochim Schmidt. Schmidt Hörbuchverlag.

## Ausgaben
- Theodor Storm: Die Söhne des Senators, Berlin: Gebrüder Paetel, 1881 (Erstausgabe)
- Theodor Storm: Die Söhne des Senators, Stuttgart: Reclam 1993 (Nachdruck), ISBN 3-15-006022-2.
- Theodor Storm: Die Söhne des Senators . In: Sämtliche Werke in zwei Bänden. Bd. 1, Novellen. Winkler-Verlag, München 1967,